# I-351 (sous-marin)
L'I-351  (イ-351) est un sous-marin de classe I-351 (伊三百五十一型潜水艦, I-san-byaku-go-jū-ichi-gata sensuikan) ou classe Sen Ho (潜補型潜水艦, Sen-Ho-gata sensuikan) en service dans la marine impériale japonaise durant la Seconde Guerre mondiale.

## Conception et description
Les sous-marins de la classe I-351 ont été commandés dans le cadre du programme de réapprovisionnement de la 5e flotte de 1942 pour soutenir les hydravions de la Marine impériale japonaise dans les zones où il n'y avait pas d'installations à terre et où les hydravions ne pouvaient pas fonctionner. Ils ont été conçus pour avitailler jusqu'à trois hydravions avec du carburant, des munitions, de l'eau et même un équipage de remplacement.
Ces sous-marins avaient une longueur totale de 111 mètres, une largeur de 10,2 mètres et un tirant d'eau de 6,1 mètres. Ils avaient un déplacement de  3 568 tonnes en surface et 4 360 tonnes en immersion. Ils permettaient une profondeur de plongée de 90 mètres (300 pieds) et un équipage de 77 officiers et hommes d'équipage, ainsi que des logements pour 13 membres d'équipage.
Les sous-marins avaient deux hélices, chacune étant entraînée par un moteur diesel de 1 850 chevaux-vapeur (1 380 kW) ainsi qu'un moteur électrique de 600 chevaux-vapeur (447 kW). Cet arrangement a permis aux sous-marins de la classe I-351 d'atteindre une vitesse maximale de 15,75 nœuds (29,17 km/h) en surface et de 6,3 nœuds (11,7 km/h) en immersion. Ils avaient une portée de 13 000 milles nautiques (24 000 km) à 14 nœuds (26 km/h) en surface et de 100 milles nautiques (190 km) à 3 nœuds (5,6 km/h) en immersion. Cela leur a donné une endurance de 60 jours.
Les sous-marins étaient équipés de quatre tubes lance-torpilles de 21 pouces (533 mm) à l'avant et ils transportaient quatre torpilles. Pour le combat de surface, ils étaient conçus pour porter un canon de pont de 14 centimètres (5,5 pouces), mais celui-ci n'était pas disponible lorsque les sous-marins étaient en construction et trois mortiers Type 3 de 81 millimètres (3,2 pouces) ont été substitués. Les sous-marins étaient équipés de sept canons anti-aériens de 25 mm de type 96, en deux affûts doubles et trois affûts simples.
Les sous-marins de la classe I-351 étaient initialement équipés pour transporter 371 tonnes d'essence d'aviation, 11 tonnes d'eau douce et soit soixante bombes de 250 kg (550 livres), soit 30 bombes et 15 torpilles d'avion. Quatre de ces torpilles pourraient être remplacées par un nombre égal de torpilles de rechargement pour le sous-marin.

## Construction et mise en service
Construit par l'Arsenal naval de Kure au Japon, le I-351 est mis sur cale le 1er mai 1943 sous le numéro 655. Le 22 décembre 1943, il est renommé I-351 et provisoirement rattaché au district naval de Kure. Il est lancé le 24 février 1944 et officiellement rattaché au district naval de Kure. Il est achevé et mis en service le 28 janvier 1945

## Historique

### Seconde Guerre mondiale
Mis en service dans la marine impériale japonaise le 28 janvier 1945, il est équipé d'un radar de recherche de surface de type 22 et de détecteurs radar E27 de type 3. Un radar de recherche aérienne de type 13 est installé après les premiers essais. Il est affecté au 11e escadron de sous-marins pour la mise au point. Le capitaine de corvette (海軍少佐 (Kaigun-shōsa)) Okayama Noboru est le commandant du sous-marin.
De fin janvier audébut avril 1945, il travaille à Iyo Nada, en mer intérieure de Seto. Le 4 avril 1945, le I-351 est affecté à la 15e division de sous-marins de la 6e Flotte. Il poursuit son entraînement au combat en mer intérieure jusqu'à la mi-avril.
Le 1er mai 1945, le I-351 quitte Kure pour Singapour, transportant des vêtements, des munitions et des pièces d'avion. Il arrive à Singapour le 15 mai 1945.
Le 18 mai 1945, ce jour-là, la Fleet Radio Unit Melbourne  (FRUMEL), l'unité radio de la flotte de l'US Navy, basée à Melbourne, en Australie, décode le message suivant du I-351, daté de 171026 : "Arrivé à Singapour le 15. Est entré à quai le 17. Changement de ballast et désamarrage le 20. Devra partir le 21 après avoir chargé l'esprit d'aviation et...". le 20 mai 1945, le I-351 part de Singapour, avec 500 000 litres d'essence d'aviation. Le 31 mai 1945, FRUMEL fournit les informations suivantes : "Le sous-marin I-351, en passage de Singapour à Sasebo, prévoit d'arriver à 13h00 le 3 juin. Sa position de midi le 2 sera 31-00N, 126-00E". Le 3 juin 1945, le I-351 arrive à Sasebo. La majeure partie du carburant qu'il transporte est utilisée plus tard pour l'entraînement des kamikazes. Le vice-amiral Daigo Tadashige, Commandant de la 6e Flotte (sous-marins), reçoit une mention spéciale du vice-amiral Ozawa Jisaburo, Commandant de la Flotte combinée, pour la réussite de la mission du I-351.
Le 14 juin 1945, le bulletin ULTRA fournit les informations suivantes : "Le sous-marin I-351 doit quitter Sasebo vers le 19 juin en route pour Singapour, transportant des munitions anti-aériennes et des publications cryptographiques. Estimate transportera de l'Avgas et d'autres matériaux stratégiques au retour vers le Japon". Le 22 juin 1945 à 14h00, le I-351 part de Sasebo pour sa deuxième traversée d'approvisionnement vers Singapour, transportant le personnel de commandement japonais des anciens sous-marins de la Kriegsmarine U-181 et U-862 (rebaptisés I-501 et I-502), ainsi qu'un total de 60 boîtes de nouveaux livres de codes pour la 10e Flotte de zone.
Le même jour, le bulletin ULTRA fournit les informations suivantes : "Le I-351 a quitté Sasebo le 221400 pour Singapour. Peut être au large des côtes chinoises 28-20N à midi le 25".
Le 5 juillet 1945, le radar de recherche aérienne de type 13 du I-351 tombe en panne. Il arrive à Singapour le 6 juillet 1945 et embarque de 1 500 000 litres d'essence d'aviation. Du 7 au 10 juillet 1945, il est mis en cale sèche à Singapour. Le 11 juillet 1945, il quitte Singapour pour Sasebo, avec à son bord 42 avions du 936e Kokutai (E13A1 "Jakes"), une unité de patrouille anti-sous-marine et de convoi de la 13e Flotte aérienne.

Le 14 juillet 1945, en mer de Chine méridionale, à l'est-nord-est de Natuna Besar, à Bornéo, le I-351, zigzaguant sur la route de base 035 à 14 nœuds, est repéré au radar à 23h56 par le sous-marin USS Blower du lieutenant commander J. H. Campbell.

Le 15 juillet 1945, à 00h30, le Blower capte les impulsions radar du sous-marin de classe I et plonge. À 2h11, Campbell lance quatre torpilles Mk.18-2 en deux fois dans la position géographique de 5° 36′ N, 109° 37′ E. Les deux premières touchent la cible, mais n'explosent pas. Le I-351 plonge et Campbell alerte le sous-marin USS Bluefish qui se trouve à proximité. À 90 milles nautiques (160 km) à l'est-nord-est de Natuna Besar, à 3h14, le I-351, qui navigue en surface, est repéré sur le radar par le Bluefish du Commander George W. Forbes, Jr. Le Bluefish suit et se rapproche de la cible pendant près d'une heure. À 4h11, il lance quatre torpilles Mk.14-3A à une distance de 1 700 mètres et obtient deux résultats. Le I-351 explose et se brise en deux, puis coule par la poupe à la position géographique de 4° 30′ N, 110° 00′ E.

Dans la matinée, le Bluefish récupère trois survivants. Au total, 110 marins et aviateurs sont tués.
Le 31 juillet 1945, le I-351 est présumé avoir été perdu de vue dans la mer de Chine méridionale.
Le 15 septembre 1945, il est supprimé de la liste de la marine.